# بروس باترسون
بروس باترسون (29 يناير 1965 في المملكة المتحدة - ) (بالإنجليزية: Bruce Patterson)‏ هو لاعب كريكت بريطاني. شارك في دورة ألعاب الكومنولث 1998.